# Afera Watergate
Afera Watergate je bil eden najhujših političnih škandalov v ameriški zgodovini, ki ga je sprožilo prijetje petih oseb, ki so vlomile v prostore Nacionalne komisije Demokratske stranke v poslovni stavbi Watergate v Washingtonu, 17. junija 1972. Preiskava Zveznega preiskovalnega urada je povezala vlomilce z republikansko komisijo za ponovno izvolitev Richarda Nixona, tedanjega predsednika ZDA. Senat Združenih držav Amerike je ustanovil preiskovalno komisijo, ki je razkrila pomembne dokaze o vohunjenju za predstavniki Demokratov, vključno z dejstvom, da so bili mnogi pogovori v Nixonovi pisarni snemani na magnetni trak. Posnetki so jasno dokazali predsednikovo vpletenost in razkrili, da je poskušal prikriti vlom. 
Po dolgotrajni sodni bitki je Vrhovno sodišče odločilo, da mora predsednik izročiti posnetke.

Ob skoraj gotovi odstavitvi v predstavniškem domu in veliki verjetnosti obsodbe v senatu je Nixon 9. avgusta 1974 odstopil z mesta predsednika države. Odstop je naznanil dan prej v dramatičnem televizijskem nastopu:
»Upam, da sem s tem dejanjem začel proces zdravljenja, ki ga ZDA tako obupno potrebujejo. Globoko obžalujem vsako škodo, ki je bila morebiti storjena v dogodkih, ki so privedli do te odločitve. Tisti, ki vas sovražijo, zmagajo samo, če jih vi zasovražite, takrat pa uničite sebe.«
Nasledil ga je tedanji podpredsednik Gerald Ford, ki mu je nato podelil popolno in brezpogojno amnestijo. V procesih je bilo obsojenih in zaprtih več najvišjih Nixonovih sodelavcev, on sam pa ostaja edini, ki je odstopil s funkcije predsednika ZDA.